# Philippe Buchet
Philippe Buchet (Juniville, 7 mei 1962) is een Frans striptekenaar. Zijn bekendste reeks is de sciencefictionstrip Konvooi.

## Biografie
Philippe Buchet groeide op in een arbeidersgezin en verliet de school vroegtijdig om te beginnen werken. Geleidelijk aan kwam hij in de grafische sector terecht, met jobs als schilder van vitrineramen en designer voor een sciencefiction film. In tandem met de tekenaar Sylvain Savoia en op scenario van Jean David Morvan tekende Buchet de stripreeks Nomad. Met diezelfde scenarist begon hij de succesvolle stripreeks Konvooi. Philippe Buchet heeft een tijd in Tokio gewoond.

## Strips
- Nomad, 2 delen (met Sylvain Savoia, scenario Jean David Morvan)
- Konvooi (scenario Jean David Morvan)
- Les Russes sur la lune!, (scenario Fred Duval en Jean-Pierre Pécau)
- Wolverine: Saudade (scenario Jean David Morvan)